# Woodbury megye
Woodbury megye az Amerikai Egyesült Államokban, azon belül Iowa államban található. Megyeszékhelye és legnagyobb városa Sioux City. Lakosainak száma 105 941 fő (2020. április 1.). Woodbury megye Union, Monona, Plymouth, Dakota, Thurston, Crawford, Ida és Cherokee megyékkel határos.

## Népesség
A megye népességének változása:
| Lakosok száma | 102 342 | 102 501 | 102 220 | 102 130 | 102 782 | 105 941 |
|               | 2010    | 2011    | 2012    | 2013    | 2015    | 2020    |